# NVV Nijmegen
De Nijmeegsche Voetbal-vereeniging Nijmegen  is een voormalige voetbalclub uit de Nederlandse stad Nijmegen, die samen met Eendracht de basis vormde voor de huidige club N.E.C.
De club werd opgericht op 1 juni 1908 door leden van de voormalige voetbalclub Velox (opgericht op 1 augustus 1900), die ontevreden waren na de fusie van die club met het meer elitaire Quick per 1 juli 1906. Nijmegen ging spelen op een terrein naast dat van Eendracht. Een jaar later verhuisde men alweer naar een beter voetbalveld aan de Groesbeekseweg.
Omdat een aantal spelers moest verhuizen, kon men twee jaar na de oprichting al geen goed elftal meer vormen. De bestuursleden van Nijmegen zochten daarom contact met Eendracht. Op 11 april 1910 fuseerden Nijmegen en Eendracht en vormden de beide clubs vanaf dat moment de Nijmegen Eendracht Combinatie: N.E.C.. De fusieclub ging vanaf dat moment spelen op het veld van Nijmegen.
Blauw Wit · Brakkenstein · DVOL · Jonker Boys · Kolping-Dynamo · Krayenhoff · NSVV FC Kunde · N.E.C. · Sportclub N.E.C. · SV Nijmegen · Oranje Blauw · SV Orion · VV OSC · Quick 1888 · SCE · vv Trekvogels · Uni vv · Union · SV Waalstad